# Étienne-Benjamin Belle
Étienne-Benjamin Belle (né le 27 janvier 1722 à Paris, où il est mort le 6 fructidor an III) est un joaillier français, surtout connu pour avoir été l’« ami de quarante ans » de l’homme de lettres Denis Diderot.

## Biographie
Frère d’un joaillier mort à Paris vers 1777, Belle avait acquis, en 1766, une belle maison sise en face de l’ancien pont de Sèvres, où son ami Diderot fit de nombreux séjours. Mort célibataire ou veuf sans enfants, il laissa une succession opulente et notamment cette maison qui échut à ses neveux et nièce Alexandre et Marie-Anne Belle (celle-ci veuve d’un manufacturier de draps à Sedan nommé Labanche), qui la revendirent presque aussitôt avec ses dépendances. En 1870, l’un de ces lots appartenait à Eugène-Melchior Péligot, membre de l’Institut, et l’autre à M. Hond, ancien négociant.

## Sources
- Maurice Tourneux, Diderot et Catherine II, Paris, C. Lévy, 1899, III-601 p. (lire en ligne), p. 517.